# أتمن
أتمَن أو (أتمان Ātman आत्मन्) هي كلمة سنسكريتية تعني النفس أو الذات الداخلية. تشكل هذه الكلمة مصطلحاً في الفلسفة الهندوسية وخاصة في مدرسة فيدانتا الهندوسية، حيث تشكل عندها القاعدة الأساسية الأولى، وهي النفس أو الذات الحقيقية للفرد، والتي لا يمكن تحديدها بالظواهر، وهي أصل الفرد. للحصول على التحرر (موكشا)، فعلى الإنسان أن ينال المعارف (إنانا jnana)، والتي تمكّن من التحقق إن كانت النفس الحقيقية (أتمن) مطابقة للنفس الفائقة (البراهمان).
يمكن تعريف الأتمن على أنها الأنا في مقابل ما ليس بأنا، والمثالي في مقابل الواقعي، والمبدأ الباطن في مقابل عالم الظاهر. وتوفيقاً بين هذين الطرفين انتهت الفلسفة الهندية إلى القول بضرب من وحدة الوجود.
تؤمن المدارس الفلسفية الهندوسية بوجود الأتمن (الذات الداخلية) في كل مخلوق، وهي بهذا الإيمان تشكل نقطة جوهرية مغايرة للبوذية، والتي لا تؤمن بوجود نفس أو روح.

## مراحل تطور المفهوم

### نصوص الفيدا
تم العثور على أقرب تاريخ لاستخدام كلمة أتمن في النصوص الهندية في كتاب ريجفيدا الكبير المقدس.
علق ياسكا وهو نحوي هندي قديم على هذه الكتاب المقدس ووافق على معاني أتمن التالية: المبدأ السائد والشيء الذي تتحد فيه العناصر ومبدأ الإدراك الكامل.

### نصوص الأبانيشاد
تعد أتمن هي الفكرة الأساسية في جميع كتابات الأبانيشاد الهندوسية المقدسة. تنص هذه النصوص على أن جوهر كل شخص ليس بجسده ولا بعقله ولا بالأنا بل بالأتمن الخاصة به التي تدل على النفس أو الذات. أتمن هي المحور الروحي في جميع المخلوقات في جوهرها الأساسي والحقيقي. إنها شيء أبدي، إنها الجوهر، إنها الشيء الذي لا يكبر. أتمن هو أعمق مستوى وجود لشخص ما.

### نصوص بريهادرانياكا أوبنشاد
تصف هذه النصوص الهندوسية المقدسة الأتمن بأنها الشيء الذي يحتوي على كل شيء وهو الأعلى قيمة بين كل الاشياء، والذي يتخلل في كل شيء، وهو جوهر كل شيء وهو النعيم الأبدي وفوق كل وصف. تصف النصوص المقدسة في الترنيمة رقم 4.4.5 الأتمن باسم براهمان (وهو الشيء الكامل في الكون، الروح العليا، الإله)، وتربطها بكل شيء موجود، وبكل شكل يمكن للمرء أن يكون عليه، وبالإرادة الحرة ورغبة الإنسان، وما يفعله المرء وما لا يفعله. والنية الصالحة أو السيئة في النفس.

### نصوص كاثا أوبنشاد
ذكرَت نصوص كاثا أوبنشاد جنبًا إلى جنب مع نصوص بريهادرانياكا وكل نصوص الأوبنشاد القديمة والوسطى مفهوم أتمن خلال فترة بناء نظرياتهم للإجابة على عدة أسئلة تتعلق بكيفية تحقيق الإنسان للحرية والاستقلال والرفاهية. على سبيل المثال شرحت نصوص كاثا أوبانيشاد مفهوم الأتمن كشيء جوهري ومتجذر لكل كائن بشري ومخلوق حي، وهي واحدة على الرغم من اختلاف الأشكال الخارجية للمخلوقات الحية.

### نصوص تشاندوغيا أوبنشاد
ذكرت نصوص تشاندوغيا أوبنشاد الهندوسية المقدسة أن الأتمن تبدو منفصلة بين كل كائنين حيين ولكن هذا ليس صحيحًا إنما هي الإشعاع الذاتي الجوهري الحقيقي الذي يجمع جميع الأفراد ويوحدهم. فسرَّت النصوص ذلك مع مثال عن الأنهار والتي يتدفق بعضها إلى الشرق والبعض الآخر إلى الغرب ولكن في نهاية المطاف تندمج جميعها في المحيطات وتصبح واحدة. وبنفس الطريقة تكون الأنفس مستقلة بحيث أن النفس الشخصية مظهر من مظاهر محيط الأرواح العالمي الموحد.

### نصوص الأوبنشاد الأخرى
اعتبر أتمن الموضوع الرئيسي في نصوص الأوبنشاد المقدسة لكنهم شرحوا نموذجين مختلفين ومنفصلين نوعًا ما. تدعي بعض النصوص أن البراهمان (الواقعية السامية، المبدأ العالمي الموحد) متطابق مع الأتمن، بينما يقول الآخرون أن الأتمن جزء من البراهمان ولكن ليس متطابقا معه. أزدهر هذا الجدل القديم في نظريات ثنائية وأحادية مختلفة في الهندوسية.

## المدارس الفكرية
قبلت جميع المدارس الأرثوذكسية الرئيسية للهندوسية (نيايا، فايسيسيكا، سامخيا، يوجا، ميمامسا، وفيدانتا) الفرضية التأسيسية لنصوص الفيدا والأوبنشاد التي تقول أنّ مفهوم الأتمن موجود. وتقبل فلسفة الجاينية هذه الفرضية أيضًا على الرغم من أنها تملك فكرتها الخاصة لما يعنيه ذلك. في المقابل تنكر كل من البوذية والشارفاكا وجود أي شيء يسمى روح أو ذات أو أتمن.
كما تدل معرفة مفهوم الاتمان على المعرفة الذاتية، وهي واحدة من الموضوعات المهمة في جميع المدارس الأرثوذكسية الرئيسية للهندوسية والتي تختلف فيما بينها حول كيفية تفسيرها. تتلخص معرفة الذات في الهندوسية في معرفة وفهم الأتمن وماهيته وما هو عكسه.
تعتَبر الهندوسية أن الأتمن مفهوم مغاير لمفهوم الشخصية الفردية الدائمة التطور التي تتمثل بصفات الأهمكارا (الأنا، الذات غير الروحية) ومغاير للعادات والتحيزات والرغبات والدوافع والأوهام والخرافات والسلوكيات والملذات والمعاناة والمخاوف.
تقول مدارس الهندوسية أن شخصية الإنسان تتغير وتتطور مع الوقت بينما الأتمن لا تفعل ذلك. إن هذه المدارس تعتقد أن الاتمان هو النفس المتأصلة الدائمة والخالدة التي لا تتأثر بالشخصية، ولا تتأثر بالأنا لكل شخص، بل الاتمان هو شيء حر دائمًا غير محدود أبدًا، يسعى إلى تحقيق الحرية في الحياة. يقول بوشالسكي: «إن الهدف النهائي للمعتقدات الدينية الهندوسية هو ارتقاء الفرد لفهم الطبيعة الحقيقية الخاصة بكل انسان والجوهر الداخلي للنفس، والذي هو جوهر إلهي نقي».

### مدرسة فيدانتا
ترى المدارس الفلسفية غير الثنائية مثل أدفايتا(لا تؤمن بأن الإنسان ذو جسد وروح) أن الروح والذات داخل كل كائن حي متطابقة تمامًا مع براهمان (الروح الكلية العالمية). تؤمن مدرسة أديفيتا بأن هناك روح واحدة تتواجد في جميع الكائنات الحية وتربط فيما بينها بغض النظر عن أشكالها أو أنواعها، وليس هناك تمييز بين مكوناتها فلا توجد أرواح أعلى أو أدنى من غيرها ولا توجد أرواح متفردة منفصلة (أتمن)، ولا توجد روح إله منفصلة (براهمان).

### مدرسة ميمامسا
تم شرح مفهوم الأتمن في مدرسة ميمامسا المبنية على الطقوس الدينية الهندوسية كجوهر أبدي دائم كلّي العلم موجود في كل مكان، ويعرف بأنه الوعي الأول. وعلى عكس جميع مدارس الهندوسية الأخرى اعتبر علماء مدرسة ميمامسا أن الأنا والأتمن شيء واحد. وكان هناك بعض الاختلاف في المعتقدات داخل مدرسة ميمامسا نفسها. تعتقد مدرسة كوماريلا على سبيل المثال أن الأتمن هو هدف الوعي في حين تعتقد مدرسة براباكارا أن الأتمن هو موضوع ومفهوم الوعي.
اعتقد اتباع مدرسة ميمامساكا الهندوسية أن ما يهم هو الأفعال والطقوس المقدسة التي تكتمل عن طريق اتقان شعائرها. وهذا هو الذي يخلق المعرفة والوعي بمفهوم الأتمن سواء كان المرء مدركًا أو غافل له. وكان التركيز الأول على صياغة وفهم قوانين وواجبات الحياة الفاضلة (دارما) وبالتالي التنفيذ المثالي للكرياس (الشعائر الدينية). كانت مناقشات الأوبنشاد عن مفهوم الأتمن ذات أهمية ثانوية بالنسبة لمدرسة ميمامسا. في حين اختلفت المدارس الأخرى ورفضت نظرية الأتمن التابعة لهذه المدرسة، فقد تم إدخال نظريات مدرسة ميمامسا في الأخلاق والانضباط الذاتي والعمل والدارما كضرورة أساسية في رحلة الإنسان نحو معرفة الأتمن لكل الفرد.

### مدرسة فايشيشيكا
افترضت مدرسة فايشيشيكا الهندوسية بالاعتماد على نظرياتها غير التوحيدية عن الفلسفة الطبيعية الذرية أن أتمن هو أحد المواد الأربعة الخالدة والمجردة وغير الملموسة ماديا، الثلاثة الأخرى هي كالا (الوقت) وديك (الفراغ) والماناس (العقل). قال علماء مدرسة فايشيشيكا أن صفات الزمان والمكان هي إيكا (شيء واحد) ونيتيا (أبدية) وفيبهو (منتشرة في كل شيء). إن الزمان والمكان هما واقع لا يتجزأ، لكن العقل البشري يفضل الفصل بينهما لفهم الماضي والحاضر والمستقبل والمكان النسبي للمواد والكائنات الأخرى والاتجاه والإحداثيات الخاصة بها في الكون. على عكس هذه الخصائص المذكورة للزمان والمكان اعتبر فلاسفة مدرسة فايشيشيكا أن الأتمن مكون من العديد من المواد الأبديّة والمستقلة والروحية التي لا يمكن تقسيمها أو إنشاؤها من الأنواع غير المادية الثلاثة الأخرى والانواع المادية الخمسة والتي تدعى درافيا (مواد). واعتبروا أن العقل والأعضاء الحسية هي أدوات بينما الوعي هو مجال الأتمن أو الروح أو الذات.

## تأثير نظرية أتمن على الأخلاق الهندوسية
كانت نظرية أتمن في نصوص الأوبنشاد الهندوسية المقدسة ذات تأثير عميق على النظريات الأخلاقية القديمة وتقاليد الدارما المعروفة الآن باسم الهندوسية. روى آخى فيلسوف هندوسي نظرية أتمن من نصوص الفيدا والأوبنشاد المقدسة، وبنى على أسسها مبادئ الدارما والقوانين والأخلاق. أثرت نظرية أتمن ولا سيما إصدارات مدارس أدفاتا فيدانتا واليوجا على ظهور نظرية إيمسا (نبذ العنف ضد جميع المخلوقات) والثقافة النباتية ونظريات أخرى من الأخلاق والحياة الدارمية.

## الفرق بين الهندوسية والبوذية في نظرية الأتمن
تعتقد جميع المدارس الأرثوذكسية للهندوسية بفرضية أنّ (الأتمن موجود كحقيقة قائمة بحد ذاتها). في حين أن البوذية تعتقد بعكس تلك الفرضية وتقول: (لا يوجد أتمن كحقيقة واضحة وقائمة بحد ذاتها).
لا يعتقد البوذيون أنه يوجد في داخل جميع الكائنات البشرية والمخلوقات الحية شيء أبدي وجوهري مطلق يسمى النفس أو الروح أو أتمن. يرفض البوذيون هذا المفهوم وجميع العقائد المرتبطة به ويطلقون على مفهوم أتمن اسم الوهم (مايا)، ويؤكدون بدلًا من ذلك على نظرية اللا نفس واللا روح. وقد نفت البوذية منذ أيامها الأولى وجود الذات والروح في نصوصها الفلسفية والوجودية. عرّفت البوذية مفهوم النيرفانا ضمن كتاباتها الروحية بأنها تلك الحالة من السعادة عندما يدرك الشخص أنه ليس لديه نفس أو روح.
وعلى العكس يؤمن الهندوس في فكرة الأتمن. إنهم يؤمنون بأن في داخل كل الكائنات البشرية والمخلوقات الحية يوجد (الشيء الأزلي والجوهري المطلق والخالد الذي يُسمى النفس أو الروح والتي هي الأتمن). توجد اختلافات في الرأي داخل المدارس المتنوعة للهندوسية حول ما إذا كانت الأرواح مستقلة وما إذا كانت الروح العليا أو الإله موجودًا، وحول ما إذا كانت طبيعة الأتمن ثنائية أو أحادية (ثنائية أي روح وجسد)، وكيفية الوصول إلى ما يسمى موكشا (معرفة الذات التي تصل بالإنسان إلى حالة السعادة والراحة في الوجود). وما إذا كان يمكن تحقيق تلك الحالة في هذه الحياة (يؤمن بذلك مدارس أدفاتا فينداتا ويوجا) أو لا يمكن تحقيقها إلا بعد الموت (يؤمن بذلك مدارس دفيتا فينداتا ونيايا). ومع ذلك وعلى الرغم من هذا التنوع في الأفكار والمذاهب في المدارس الهندوسية المختلفة (على عكس البوذية) فإن الفرضية الأساسية للهندوسية هي أن النفس والروح موجودة، وتكمن السعادة في البحث عن الذات ومعرفتها والوعي بها.

## اقرأ أيضاً
- فلسفة هندوسية
- جيفا